# Liste der Präsidenten Polens
Dies ist eine Liste der Präsidenten von Polen ab der Gründung der zweiten Republik im Jahre 1918. Aufgeführt sind auch republikanische protokollarische Staatsoberhäupter mit anderen Amtsbezeichnungen (Staatschef, Vorsitzender des Staatsrates) sowie die Präsidenten im Exil von 1939 bis 1990.
→ Zu den Staatsoberhäuptern von Polen vor 1918 (darunter die Erste Republik, 1569–1795), siehe Liste der polnischen Herrscher.

## Präsidenten der Republik Polen (Zweite Republik, 1918–1939)
| # | Bild                    | Name                    | Amtsantritt       | Amtsaustritt        | Partei      | Anmerkungen |
| - | ----------------------- | ----------------------- | ----------------- | ------------------- | ----------- | --- |
| – | Józef Piłsudski         | Józef Piłsudski         | 14. November 1918 | 11. Dezember 1922   | Parteilos   | Bis 20. Februar 1919 mit der Amtsbezeichnung Provisorischer Staatschef, danach Staatschef. Vor seiner Amtszeit Mitglied der PPS. |
| 1 | Gabriel Narutowicz      | Gabriel Narutowicz      | 11. Dezember 1922 | † 16. Dezember 1922 | Parteilos   | Gewählt durch die Nationalversammlung am 9. Dezember 1922 auf Vorschlag der PSL „Wyzwolenie“. Im Amt von dem Nationalisten Eligiusz Niewiadomski ermordet. |
| – | Maciej Rataj            | Maciej Rataj            | 16. Dezember 1922 | 20. Dezember 1922   | PSL „Piast“ | Den Präsidenten vertretender Sejmmarschall. |
| 2 | Stanisław Wojciechowski | Stanisław Wojciechowski | 20. Dezember 1922 | 15. Mai 1926        | PSL „Piast“ | Gewählt durch die Nationalversammlung am 20. Dezember 1922. Amtsverzicht nach dem Maiputsch. |
| – | Maciej Rataj            | Maciej Rataj            | 15. Mai 1926      | 4. Juni 1926        | PSL „Piast“ | Den Präsidenten vertretender Sejmmarschall. |
| 3 | Ignacy Mościcki         | Ignacy Mościcki         | 4. Juni 1926      | 30. September 1939  | Parteilos   | Gewählt durch die Nationalversammlung am 1. Juni 1926. Erneut gewählt durch die Nationalversammlung auf die 2. Amtszeit am 8. Mai 1933. Vor seiner Amtszeit Mitglied der UNP, Angehöriger des Sanacja-Regimes. Amtsverzicht nach dem Ausbruch des Zweiten Weltkrieges. |

## Exilpräsidenten Polens (1939–1990)
Exilpräsidenten hatten ab Juli 1945 bis auf wenige Ausnahmen keine internationale Anerkennung. Ab 1947 wurde auch die der polnischen Exilregierung unterstehende polnische Exilarmee aufgelöst, seither übten sie keine reale Macht aus.
| # | Bild                                                     | Name                           | Amtsantritt        | Amtsaustritt       | Partei    | Anmerkungen |
| - | -------------------------------------------------------- | ------------------------------ | ------------------ | ------------------ | --------- | --- |
| 1 | Bolesław Wieniawa-Długoszowski                           | Bolesław Wieniawa-Długoszowski | 25. September 1939 | 26. September 1939 | Parteilos | Designierter Nachfolger und Vertreter des internierten Präsidenten Mościcki. Nach Verweigerung der Anerkennung durch Frankreich wurde die Nominierung zurückgenommen bzw. als unwirksam betrachtet. |
| 2 | Władysław Raczkiewicz                                    | Władysław Raczkiewicz          | 30. September 1939 | † 9. Juni 1947     | Parteilos | Ab Juli 1945 ohne diplomatische Anerkennung der Alliierten, im Amt verstorben. |
| 3 | August Zaleski                                           | August Zaleski                 | 9. Juni 1947       | † 7. April 1972    | Parteilos | Ab 1954 von einem Teil der exilpolnischen Parteien als nicht legitim betrachtet, im Amt verstorben.                                                                                                 |
| – | Władysław Anders · Edward Raczyński · Tadeusz Komorowski | Dreierrat                      | 1954               | 7. April 1972      | Parteilos | Kollegiales Präsidialgremium in Opposition zu Zaleski. |
| 4 | Stanisław Ostrowski                                      | Stanisław Ostrowski            | 9. April 1972      | 24. März 1979      | Parteilos | |
| 5 | Edward Raczyński                                         | Edward Raczyński               | 8. April 1979      | 8. April 1986      | Parteilos | |
| 6 | Kazimierz Sabbat                                         | Kazimierz Sabbat               | 8. April 1986      | † 19. Juli 1989    | Parteilos | Im Amt verstorben. |
| 7 | Ryszard Kaczorowski                                      | Ryszard Kaczorowski            | 19. Juli 1989      | 22. Dezember 1990  | Parteilos | Rücktritt nach Anerkennung Wałęsas nach dessen demokratischer Wahl zum Präsidenten. |

## Präsidenten bzw. Staatsratsvorsitzende der Volksrepublik Polen (1944–1989)
| # | Bild                 | Name                                 | Amtsantritt       | Amtsaustritt      | Partei | Anmerkungen |
| - | -------------------- | ------------------------------------ | ----------------- | ----------------- | ------ | --- |
| 1 | Bolesław Bierut      | Bolesław Bierut                      | 20. November 1944 | 4. Februar 1947   | PPR    | Mit der Amtsbezeichnung Präsident des Landesnationalrates.                                                                                |
| – | Franziscek Trąbalski | Franciszek Trąbalski (kommissarisch) | 4. Februar 1947   | 4. Februar 1947   | PPS    | Den Präsidenten vertretender Alterspräsident des Sejm.                                                                                    |
| – | Władysław Kowalski   | Władysław Kowalski (kommissarisch)   | 4. Februar 1947   | 5. Februar 1947   | PPR    | Den Präsidenten vertretender Sejmmarschall.                                                                                               |
| 1 | Bolesław Bierut      | Bolesław Bierut                      | 5. Februar 1947   | 20. November 1952 | PZPR   | Präsident der Republik Polen und ex officio Staatsratsvorsitzender der Republik Polen. Gewählt durch den Sejm am 5. Februar 1947.         |
| 2 | Aleksander Zawadzki  | Aleksander Zawadzki                  | 20. November 1952 | † 7. August 1964  | PZPR   | Staatsratsvorsitzender der Volksrepublik Polen, im Amt verstorben.                                                                        |
| 3 | Edward Ochab         | Edward Ochab                         | 12. August 1964   | 10. April 1968    | PZPR   | Staatsratsvorsitzender der Volksrepublik Polen.                                                                                           |
| 4 | Marian Spychalski    | Marian Spychalski                    | 10. April 1968    | 23. Dezember 1970 | PZPR   | Staatsratsvorsitzender der Volksrepublik Polen.                                                                                           |
| 5 | Józef Cyrankiewicz   | Józef Cyrankiewicz                   | 23. Dezember 1970 | 28. März 1972     | PZPR   | Staatsratsvorsitzender der Volksrepublik Polen.                                                                                           |
| 6 | Henryk Jabłoński     | Henryk Jabłoński                     | 28. März 1972     | 6. November 1985  | PZPR   | Staatsratsvorsitzender der Volksrepublik Polen.                                                                                           |
| 7 | Wojciech Jaruzelski  | Wojciech Jaruzelski                  | 6. November 1985  | 29. Juli 1989     | PZPR   | Staatsratsvorsitzender der Volksrepublik Polen.                                                                                           |
| 7 | Wojciech Jaruzelski  | Wojciech Jaruzelski                  | 19. Juli 1989     | 30. Dezember 1989 | PZPR   | Präsident der Volksrepublik Polen. Gewählt durch die Nationalversammlung am 19. Juli 1989. Während der Amtszeit aus der PZPR ausgetreten. |

## Präsidenten der Republik Polen (Dritte Republik, seit 1989)
| # | Bild                   | Name                                 | Amtsantritt       | Amtsaustritt      | Partei    | Anmerkungen |
| - | ---------------------- | ------------------------------------ | ----------------- | ----------------- | --------- | --- |
| 1 | Wojciech Jaruzelski    | Wojciech Jaruzelski                  | 31. Dezember 1989 | 21. Dezember 1990 | Parteilos | Verkürzung der Amtszeit per Verfassungsänderung.                                                                                       |
| 2 | Lech Wałęsa            | Lech Wałęsa                          | 22. Dezember 1990 | 22. Dezember 1995 | NSZZ      | Direktwahl 1990. |
| 3 | Aleksander Kwaśniewski | Aleksander Kwaśniewski               | 23. Dezember 1995 | 23. Dezember 2005 | Parteilos | Direktwahl 1995 (1. Amtszeit). Direktwahl 2000 (2. Amtszeit). Vor seiner Amtszeit Mitglied der SdRP, danach eng verbunden mit dem SLD. |
| 4 | Lech Kaczyński         | Lech Kaczyński                       | 23. Dezember 2005 | † 10. April 2010  | PiS       | Direktwahl 2005, im Amt tödlich verunglückt.                                                                                           |
| – | Bronisław Komorowski   | Bronisław Komorowski (kommissarisch) | 10. April 2010    | 8. Juli 2010      | PO        | Vorübergehend die Pflichten des Präsidenten ausübender Sejmmarschall.                                                                  |
| – | Bogdan Borusewicz      | Bogdan Borusewicz (kommissarisch)    | 8. Juli 2010      | 8. Juli 2010      | PO        | Vorübergehend die Pflichten des Präsidenten ausübender Senatsmarschall.                                                                |
| – | Grzegorz Schetyna      | Grzegorz Schetyna (kommissarisch)    | 8. Juli 2010      | 6. August 2010    | PO        | Vorübergehend die Pflichten des Präsidenten ausübender Sejmmarschall.                                                                  |
| 5 | Bronisław Komorowski   | Bronisław Komorowski                 | 6. August 2010    | 6. August 2015    | PO        | Direktwahl 2010. |
| 6 | Andrzej Duda           | Andrzej Duda                         | 6. August 2015    | 6. August 2025    | Parteilos | Direktwahl 2015 (1. Amtszeit). Direktwahl 2020 (2. Amtszeit). Vor seiner Amtszeit Mitglied der PiS.                                    |
| 7 | Karol Nawrocki         | Karol Nawrocki                       | 6. August 2025    | amtierend         | Parteilos | Direktwahl 2025. |